# Еберхард фон Кьонигсег
Еберхард фон Кьонигсег (на немски: Eberhard von Königsegg, Herr von Fronhofen; † пр. 22 септември 1366) от стария швабски благороднически род Кьонигсег е рицар, господар на Фронхофен, Замъкът Фронхофен се намира днес във Фронройте в окръг Равенсбург.
Той е син на Улрих фон Кьонигсег († 8 юни 1313) и съпругата му Елизабет фон Валдбург († сл. 1294), сестра на Рудолф III фон Монфор († 1334), епископ на Кур и на Констанц (1322 – 1334), вдовица на фон Хоенфелс, дъщеря на „трушсес“ Еберхард II фон Валдбург († 1291) и Елизабет фон Монфор († сл. 1293), дъщеря на граф Рудолф II фон Монфор-Фелдкирх († 1302) и Агнес фон Грюнинген († сл. 1265/1328).
Потомък е на Бертхолд фон Фронхофен († сл. 1209/сл. 1212), господар на Кьонигсег. Брат е на Улрих II фон Кьонигсег († 28 януари 1389).

## Фамилия
Еберхард фон Кьонигсег се жени на 3 април 1330 г. в Дрезден за Елизабет († сл. 1348). Te имат три сина:
- Еберхард фон Кьонигсег-Фронхофен († сл. 1361), баща на:
  - Еберхард фон Кьонигсег-Хатцентурн († сл. 1373), женен за фон Лезгеванг
  - Луитхолд фон Кьонигсег († 14 юли 1407)
  - Хайнрих фон Кьонигсег
  - Катарина фон Кьонигсег, омъжена за Конрад фон Волфурт († 1383)
- Бертхолд фон Кьонигсег
- Конрад фон Кьонигсег